# Klasika Primavera 1999
La Klasika Primavera 1999, quarantacinquesima edizione della corsa, si svolse l'11 aprile 1999 su un percorso di 196 km. Fu vinta dallo spagnolo Roberto Heras che terminò la gara in 4h53'49". La gara era classificata di categoria 1.3.

## Ordine d'arrivo (Top 10)
| Pos. | Corridore          | Squadra       | Tempo    |
| ---- | ------------------ | ------------- | -------- |
| 1    | Roberto Heras      | Kelme         | 4h18'49" |
| 2    | Davide Rebellin    | Team Polti    | s.t.     |
| 3    | David Etxebarria   | ONCE          | s.t.     |
| 4    | Laurent Jalabert   | ONCE          | s.t.     |
| 5    | Francisco Mancebo  | Banesto       | s.t.     |
| 6    | Udo Bölts          | Deutsche Tel. | s.t.     |
| 7    | Marco Velo         | Mercatone Uno | s.t.     |
| 8    | Txema del Olmo     | Euskaltel     | s.t.     |
| 9    | Richard Virenque   | Team Polti    | s.t.     |
| 10   | Peter Luttenberger | ONCE          | s.t.     |